# Saleem Moosa
Saleem Moosa (ur. 30 stycznia 1960 w Quatre Bornes) – maurytyjski piłkarz grający na pozycji pomocnika. W swojej karierze rozegrał 20 meczów i strzelił 1 gola w reprezentacji Mauritiusa.

## Kariera klubowa
W swojej karierze piłkarskiej Moosa grał w klubach Muslim Scouts i Sunrise Flacq United SC. Z tym drugim wywalczył między innymi dwa tytuły mistrza Mauritiusa w sezonach 1988/1989 i 1989/1990.

## Kariera reprezentacyjna
W reprezentacji Mauritiusa Moosa zadebiutował 3 grudnia 1978 roku w przegranym 0:1 meczu kwalifikacji do Pucharu Narodów Afryki 1990 z Lesotho. Od 1978 do 1990 wystąpił w kadrze narodowej 20 razy i strzelił 1 gola.